# 朝倉龍夫
朝倉 龍夫（あさくら たつお、1928年5月2日 - 2025年3月23日）は、日本の経営者。JSR社長、会長を務めた。

## 来歴・人物
静岡県出身。1952年に東京大学経済学部商業学科を卒業し、同年に日本開発銀行に入行した。1957年12月に日本合成ゴム(現在のJSR)に転じ、1976年6月に取締役に就任し、1981年6月に常務、1983年6月に専務を経て、1987年6月に社長に就任。1993年6月に会長に就任し、1997年6月から相談役を務めた。
2025年3月23日死去。96歳没。